# Robot
 For alternative betydninger, se Robot (flertydig). (Se også artikler, som begynder med Robot)
En robot kan defineres som en programmérbar maskine med manipulatorer og sensorer. Manipulatorer er mekaniske instrumenter, der kan påvirke verden omkring robotten, mens sensorer sanser omverdenen. Et eksempel på en manipulator kunne være en gribearm.
Selve ordet robot er afledt af tjekkisk robota, som betyder hoveri, eller af robotnik, som betyder slave. Ordet blev brugt første gang af forfatteren Karel Čapek i skuespillet R.U.R. (Rossumovi Univerzální Roboti, dvs. Rossums Universelle Robotter) fra 1920 (uropført 1921). Det er derefter i andre fiktionssammenhænge blevet hyppigt anvendt, som for eksempel i Fritz Langs klassiske science fiction-film Metropolis fra 1926. En anden form for robotter er droiderne fra Star Wars-filmene.
I dag findes der industrirobotter, samt mere autonome robotter. Eksempler på dette er robothunden Aibo, den humanoide robot Asimo eller robotbyggesættet Mindstorms (NXT).
I 2015 præsenterede Cambridge University sin moder-robot, som selv kan fremstille mindre roboter.